# Косыгина, Евгения Борисовна
Косыгина Евгения Борисовна (20 марта 1995 года, Одинцово, Московская область, Россия) — бывшая российская фигуристка, выступавшая в танцах на льду в паре с Николаем Морошкиным.
По состоянию на 10 января 2015 года пара занимала 30-е место в рейтинге Международного союза конькобежцев (ИСУ)
.
Дизайнер, художник по костюмам.

## Биография
Евгения Косыгина начинала заниматься фигурным катанием в 2000 году. С 2005 года выступает в танцах на льду. До 2013 года тренировалась в родном Одинцово (Московская область) в группе Алексея Горшкова. В сезонах 2005/06 и 2006/07 каталась в паре с Анатолием Колыско. Затем три года (2007—2010) партнёром был Сергей Мозгов.
Евгения являлась членом сборных команд России с 2008 года. Призёр этапов Кубка России 2008 и 2009. Серебряный призёр Первенства Москвы среди юниоров 2008. Участница юниорского Гран-при в Венгрии 2009 (Будапешт). В 2010 году Евгения Косыгина встала в пару с приехавшим из Тольятти Николаем Морошкиным.

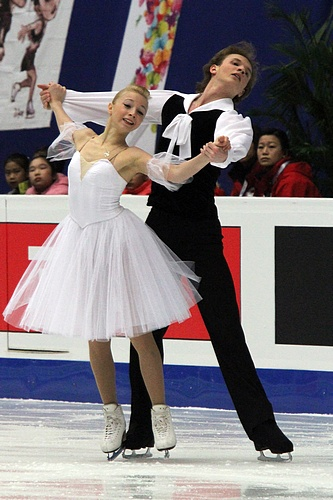

Тренировалась под руководством Алексея Горшкова и Игоря Шпильбанда в Одинцово и в Детройте (США).  В сезоне 2014—2015 пара прекратила сотрудничество с тренером Алексеем Горшковым и перешла под руководство Олега Судакова, Тольятти (Самарская область).
Серебряный призёр Первенства России 2013 (Саранск) и Спартакиады учащихся России 2011 (Екатеринбург). Бронзовый призёр Первенства России 2011 (Казань) и Спартакиады молодёжи России 2012 (Красноярск). Победительница (2010, Германия), серебряный (2011, Латвия; 2012, США и Хорватия) и бронзовый (2010, Франция; 2011, Эстония) призёр юниорских Гран-при. Участница Чемпионатов мира среди юниоров 2011 (Каннын, Южная Корея) и 2013 (Турин, Италия), Финалов серии Гран-при среди юниоров 2010 (Пекин, Китай) и 2012 (Сочи, Россия).
В сезоне 2014—2015 пара приняла участие в турнире Ice Star, где заняла 2 место, уступив только Ксении Монько и Кириллу Халявину.
Фигуристы представляли Россию на зимней Универсиаде в Испании, где заняли 4-е место.
В 2015 пара завершила свою спортивную карьеру. Евгения стала развиваться в направлении дизайна, создания образов и костюмов для фигурного катания.  Работала с такими спортсменами как: Екатерина Боброва, Тиффани Загорски и Джонатан Гурейро, Виктория Синицина и Никита Кацалапов, Александра Степанова и Иван Букин, Елена Ильяных.  Так же сотрудничала с первой в Крыму академией балета под руководством Сергея Полунина.
С 2019 года стала активно сотрудничать с тренерами и постановщиками разных стран. 

C 2016 года является солисткой в Шоу Танцующий Художник, создатель шоу Михаил Ратников. В 2017 году приняла участие в шоу "Я могу" на Первом канале, выиграла денежный приз нарисовав 3 портрета за 6 минут. Так же участвовала в программе Минута Славы. Лучший молодой художник- перформер по версии экспертной комиссии крупнейшего художественного интернет аукциона ArtNet.

## Программы
| Сезон     | Короткий танец                                          | Произвольный танец                                                     |
| --------- | ------------------------------------------------------- | ---------------------------------------------------------------------- |
| 2014-2015 | «Malaguena» Connie Francis                              | «Vai vedrai (Cirque Du Soleil)» Francesca Gagnon                       |
| 2013-2014 | «Bei Mir Bist Du Schoen» (quickstep) by Puppini Sisters | «Jaleo by Louis Winsberg» Duende by Esteban «Oblivion» Astor Piazzolla |
| 2012-2013 | «Capone» Ronan Hardiman                                 | «Liberian Girl» Michael Jackson                                        |
| 2011-2012 | «Ча-ча-ча»                                              | «Вальпургиева ночь»                                                    |
| 2010-2011 | «Крутится, вертится шар голубой» Ольга Арефьева         | «Вальс № 7» Фредерик Шопен                                             |

## Спортивные достижения
| Соревнования                                         | 2010—2011 | 2011—2012 | 2012—2013 | 2013—2014 | 2014—2015 |
| ---------------------------------------------------- | --------- | --------- | --------- | --------- | --------- |
| Зимние Универсиады                                   |           |           |           |           | 4         |
| Чемпионаты России                                    |           |           |           |           | 6         |
| Финал Кубка России                                   |           |           |           |           | 1         |
| Ice Star                                             |           |           |           |           | 2         |
| Кубок Варшавы                                        |           |           |           |           | 4         |
| Чемпионаты мира среди юниоров                        | 6         |           | 6         | 9         |           |
| Первенство России по фигурному катанию среди юниоров | 3         | 5         | 2         | 4         |           |
| Финалы юниорского Гран-при                           | 6         |           | 6         |           |           |
| Юниорский этап Гран-при: Польша                      |           |           |           | 4         |           |
| Юниорский этап Гран-при: Хорватия                    |           |           | 2         |           |           |
| Юниорский этап Гран-при: США                         |           |           | 2         |           |           |
| Юниорский этап Гран-при: Эстония                     |           | 3         |           |           |           |
| Юниорский этап Гран-при: Латвия                      |           | 2         |           |           |           |
| Юниорский этап Гран-при: Германия                    | 1         |           |           |           |           |
| Юниорский этап Гран-при: Франция                     | 3         |           |           |           |           |